# 1059

## Evenimente
- 13 aprilie: Conciliul de la Lateran, reunit de către papa Nicolae al II-lea: rolul alegerii papilor revine exclusiv cardinalilor, iar simonia și nicolaismul sunt condamnate oficial.
- 23 august: Tratatul de la Melfi: normanzii din sudul Italiei recunosc supremația papei; în schimb, Richard de Aversa primește învestitura papală pentru principatul de Capua, iar Robert I Guiscard pentru ducatul Apuliei, Calabriei și Siciliei.
- 24 noiembrie: Isaac I Comnen se retrage de la conducerea Imperiului bizantin, în favoarea lui Constantin al X-lea Ducas.

### Nedatate
- iulie: Raid al turkmenilor în provincia Sivas, în Asia Mică.
- Almoravidul Abu Bekr reia cucerirea Marocului.
- Croația și Dalmația sunt unite sub sceptrul lui Petru al II-lea Krešimir.
- Fatimizii finanțează o revoltă la Bagdad, împotriva califului sunit din Irak, după care generalul favorabil lor, al-Basariri cucerește Basrah, eșuând în tentativa de ocupare a Khuzestanului.
- Ungurii trec Dunărea alături de cete ale pecenegilor, însă împăratul Isaac I Comnen îi silește să se retragă și să încheie pace.

## Arte, Știință, Literatură și Filozofie
- 6 noiembrie: Consacrarea baptisteriului de la Florența.

## Înscăunări
- 25 decembrie: Constantin al X-lea Dukas, împărat bizantin (1059-1067).
- Yusuf ibn Tashfin, conducător almoravid.

## Nașteri
- Fulcher de Chartres, cronicar francez (d. 1127).

## Decese
- 21 ianuarie: Mihail Kerularios, patriarh de Constantinopol, în exil (n. 1000)
- 29 iunie: Bernard al II-lea, duce de Saxonia (n. 1002)
- 8 iulie: Ibn Yasin, suveran almoravid (n. ?)
- Mihail al VI-lea Briganas, împărat bizantin (n. ?)